# Chlorophthalmus agassizi
Chlorophthalmus agassizi es una especie de pez del género Chlorophthalmus, familia Chlorophthalmidae. Fue descrita científicamente por Bonaparte en 1840.
Se distribuye por regiones templadas y tropicales. Atlántico Este: España, incluyendo el Mediterráneo, islas Canarias y Cabo Verde. Atlántico Occidental: sur de Nueva Inglaterra, EE. UU. y norte del golfo de México hasta el norte de América del Sur. Atlántico Noroccidental: Canadá. La longitud total (TL) es de 40 centímetros. Habita en plataformas continentales y en taludes sobre fondos fangosos y arcillosos y se alimenta de invertebrados, crustáceos pelágicos como eufáusidos, decápodos y misidáceos. Puede alcanzar los 1000 metros de profundidad.
Está clasificada como una especie marina inofensiva para el ser humano.